# Thelma Stovall

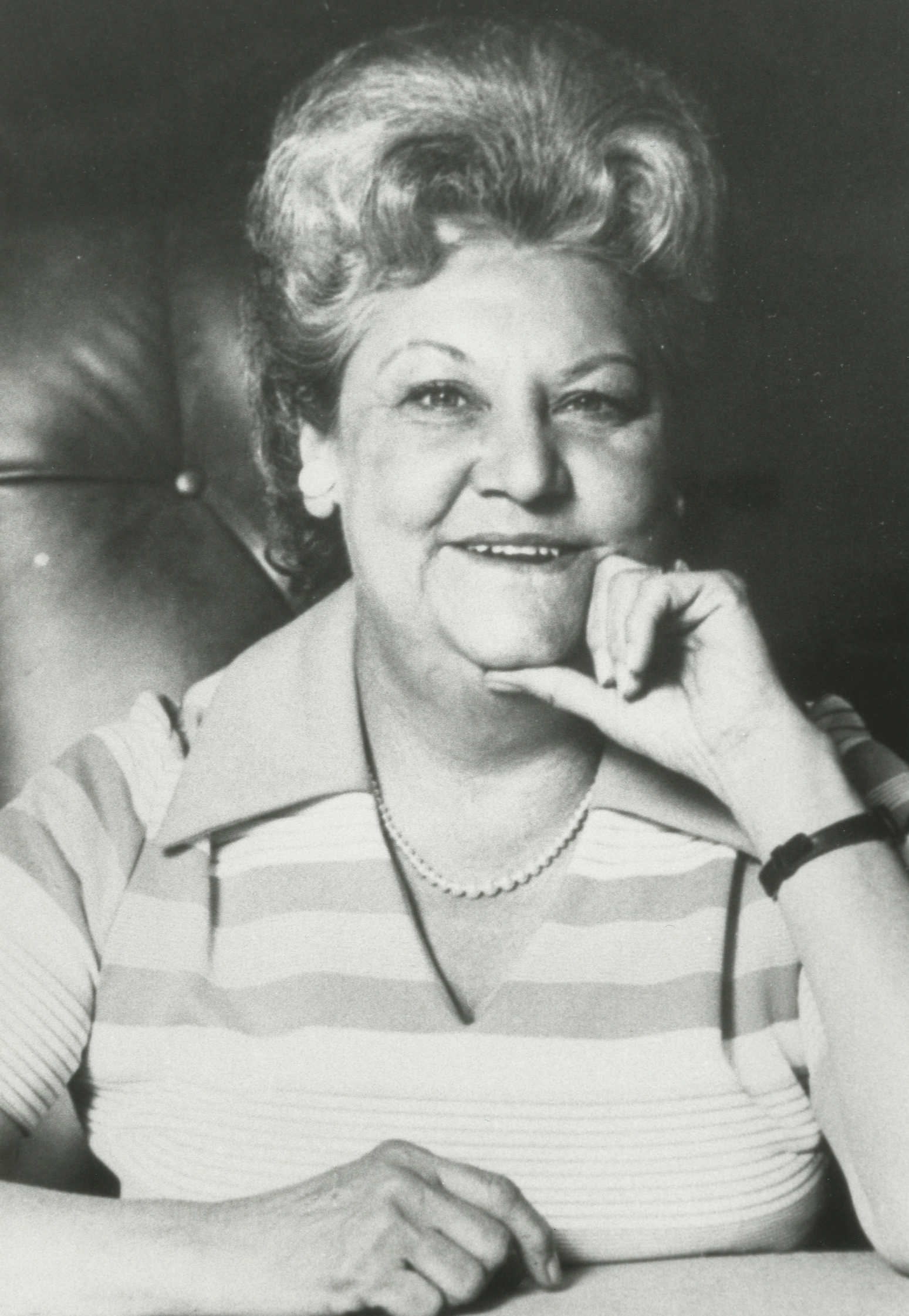
Thelma Stovall

Thelma Loyace Hawkins Stovall (* 1. April 1919 in Munfordville, Hart County, Kentucky; † 4. Februar 1994 in Louisville, Kentucky) war eine US-amerikanische Politikerin. Zwischen 1975 und 1979 war sie Vizegouverneurin des Bundesstaates Kentucky.

## Werdegang
Thelma Stovall kam noch in ihrer Jugend nach Louisville. Anfang der 1930er Jahre arbeitete sie für die Firma Brown and Williamson Tobacco Corporation, um während der Great Depression für sich und ihre Familie den Lebensunterhalt zu sichern. Dabei kam sie auch mit der Gewerkschaftsbewegung in Kontakt, der sie ihr ganzes Leben lang verbunden blieb. Politisch schloss sie sich der Demokratischen Partei an. Zwischen 1950 und 1956 war sie Abgeordnete im Repräsentantenhaus von Kentucky. In den Jahren 1956, 1964 und 1972 nahm sie als Delegierte an den jeweiligen Democratic National Conventions teil. Von 1952 bis 1956 leitete sie die Jugendorganisation ihrer Partei in Kentucky. Zwischen 1960 und 1964 sowie nochmals von 1968 bis 1972 bekleidete sie das Amt des Kentucky State Treasurer, was dem Finanzminister dieses Staates entspricht. Von 1956 bis 1960 sowie zwischen 1964 und 1968 sowie zwischen 1972 und 1975 war sie Secretary of State von Kentucky. Dieses Amt hatte sie dann noch einmal zwischen 1972 und 1975 inne. Damit bekleidete sie seit 1956 bis 1979, ihre Zeit als Vizegouverneurin eingeschlossen, Spitzenämter in der Staatsregierung von Kentucky.
1975 wurde Stovall als erste Frau an der Seite von Julian Carroll zur Vizegouverneurin des Staates Kentucky gewählt. Dieses Amt bekleidete sie zwischen 1975 und 1979. Dabei war sie Stellvertreterin des Gouverneurs und Vorsitzende des Staatssenats. Während einer von mehreren Vertretungen des Gouverneurs nahm sie auch Begnadigungen vor. Im Jahr 1979 kandidierte sie erfolglos in den Vorwahlen ihrer Partei für das Amt des Gouverneurs. Danach ist sie politisch nicht mehr in Erscheinung getreten. Sie starb am 4. Februar 1994 in Louisville.